# Famille von Buchwaldt
Ne doit pas être confondu avec Buchwald ou Buchenwald.
 (mai 2015).
Si vous disposez d'ouvrages ou d'articles de référence ou si vous connaissez des sites web de qualité traitant du thème abordé ici, merci de compléter l'article en donnant les références utiles à sa vérifiabilité et en les liant à la section « Notes et références ».
La famille von Bulchwaldt est une famille de la noblesse immémoriale du Schleswig-Holstein.

## Armes

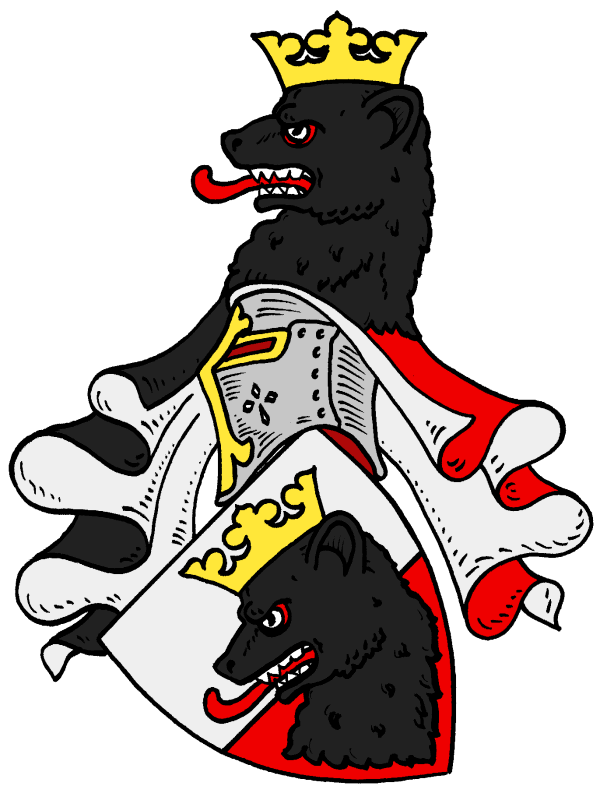
Armoiries de la famille von Buchwaldt

## Personnalités
- Gosche von Buchwaldt (1624-1700), seigneur des terres d'Olpenitz avec le majorat de Schönhagen dans la presqu'île de Schwansen et le manoir de Bekhof.
- Hans Adolf von Buchwaldt (1620-1695), seigneur des terres de Jersbek et Stegen dans le Schleswig-Holstein.
- Lorentz von Buchwaldt (1841-1933), gouverneur des îles Féroé de 1884 à 1897.

## Domaines ayant appartenu à la famille
- Château de Grünholz.
- Domaine de Johannstorf.
- Manoir de Mönchneversdorf (Schönwalde am Bungsberg), construit en 1460 pour Detlev von Buchwald et démoli en 1934[1],[2].